# Нагель, Бьорн
Бьорн Нагель (нем. Björn Nagel, род. 25 января 1978 года в Брунсбюттеле) — немецкий и украинский конник, специализирующейся на соревнованиях по конкуру. Цвета Украины защищал с 2006 по 2012 год. Участник двух Олимпийских игр 2008 и 2012 года.

## Биография
Бьорн Нагель родился в немецком городе Брунсбюттель. Отец Тьярк, дед и двоюродный племянник Карстен-Отто были профессиональными конниками, к тому же семья Нагелей обладала собственной конюшней. Уже в десятилетнем возрасте парень начал активно осваивать конный спорт под руководством отца.
Бьорн Нагель, выступая на юношеском уровне, долгое время считался перспективным конником. Юный всадник показывал довольно серьёзные результаты на юниорских континентальных чемпионатах (двукратный чемпион Европы по конкуру 1993 и 1994 годов среди юношей в составе немецкой команды) и внутренних соревнованиях, однако войти в число ведущих немецких всадников на взрослом уровне ему так и не удалось. В 1999 году Нагель стал фигурантом допингового скандала (в крови его лошади по имени Portland было найдено запрещённое вещество), однако сумел доказать отсутствие своей вины и отделался лишь уплатой штрафа.
В 2006 году Бьорн откликнулся на предложение президента Федерации конного спорта Украины Александра Онищенко и принял украинское гражданство, начав выступления на международных соревнованиях под флагом Украины. В том же году украинская сборная показала высокий как для себя результат, заняв четвёртое командное место на V Всемирных конных играх в Ахене, что открыло украинцам путь на Олимпийские игры 2008 в Пекине.
Главные соревнования четырёхлетия в Китае стали для украинских всадников первой в истории Олимпиадой времён независимости. После двух квалификационных раундов Бьорн Нагель на коне Magic Bengtsson набрал 19 штрафных баллов и прошёл в следующий раунд квалификации, однако снялся с соревнований, заняв в итоге 52-е место. В командном зачёте украинская сборная заняла 11-ю позицию.
На VI Всемирных конных играх в Лексингтоне, состоявшихся в 2010 году, Нагель занял достаточно высокое 20-е место в индивидуальном зачёте. Правда, повторить командный успех прошлых игр в Ахене не удалось — украинцы довольствовались лишь 16-м результатом. Впрочем, главной причиной этого стала недоукомплектованность команды — вместо четырёх всадников в соревнованиях принимали участие только трое.
2012 год начался для Бьорна Нагеля довольно удачно. В составе сборной Украины он стал победителем Кубка Наций FEI, который состоялся в австрийском Линце. Эти соревнования рассматривались как главный этап подготовки к Олимпийским играм 2012. Однако показать столь же высокий результат и в Лондоне не удалось — по итогам трёх квалификационных раундов Нагель на лошади Niack de l’abbaye не попал в финал соревнований и разделил итоговое 41-е место ещё с двумя спортсменами. Сборная Украины заняла 14-е место, ухудшив результат прошлой Олимпиады.
В июле 2017 года Нагель выиграл Гран-при CSI 2 в Винер-Нойштадте с лошадью Неррадо.